# Путепровод Руставели
Путепрово́д Руставе́ли — автомобильно-пешеходный мост-путепровод на севере города Москвы на территории района Тимирязевский САО над Дмитровским шоссе; соединяет Дмитровский проезд с улицей Руставели. Сооружён в 1966 г. на пересечении Дмитровского шоссе с улицей Руставели, проходящей по нему, откуда и получил название. Автор проекта — инженер И. Ю. Аршавский.

## Конструкция
| - Ширина проезжей части: (4 полос: по 2 в каждом направлении). | - Ширина тротуаров : 2 х 1,5 метра. - Опоры: 1 промежуточный пилон. |  |

## Реконструкция
«Проект предусматривает замену мостового полотна, деформационных швов, вынос из-под тротуара со стороны области коммуникаций, ремонт бетонных поверхностей опор, очистку и смазку металлических опорных частей, ремонт бетонных поверхностей подпорной стенки, укрепления конусов, а также реконструкцию дождевой канализации по Дмитровскому шоссе и благоустройство и озеленение территории», — сообщили в горадминистрации.
Стоимость реконструкции оценивается примерно в 112,6 миллиона рублей. Строительные работы планируется выполнить за шесть месяцев. Время начала работ пока не известно.